# Peder Krog
Peder Krog (ur. 8 kwietnia 1654, zm. 24 maja 1731) – duńsko-norweski biskup luterański, znany ze swojej długiej kadencji w archidiecezji Nidaros.

## Życiorys
Peder Krog urodził się w Aarhus w Danii. Studiował na Uniwersytecie w Rostocku i Uniwersytecie Kopenhaskim, a następnie kontynuował naukę w Niemczech. W 1675 roku uzyskał stopień magistra na Uniwersytecie w Wittenberdze.
Krog pochodził z rodziny o tradycjach duchownych – jego przodek Christen Krog był mnichem w Hamar. Jego ojciec był rektorem szkoły łacińskiej w Aarhus. W latach 1671–1778 podróżował po Europie, odwiedzając wiele uniwersytetów i studiując m.in. teologię i języki orientalne. W tym czasie spędził rok u niemieckiego teologa Christiana Scrivera, znanego kaznodziei i autora literatury religijnej.
W 1679 roku został rektorem szkoły łacińskiej w Kjøge, a dwa lata później objął parafię w Holbæk oraz stanowisko prowosta na Samsø. Był to dla niego szczęśliwy okres, podczas którego założył rodzinę i doczekał się czwórki dzieci.
W 1688 roku, bez jego wiedzy i wbrew jego woli, został mianowany biskupem Trondheim. Po konsekracji w lutym 1689 roku otrzymał doktorat z teologii i tytuł rzeczywistego radcy sprawiedliwości. Jego rządy były burzliwe. Z jego inicjatywy przeprowadzono reformy finansowe w kościele norweskim, co przyniosło mu wielu wrogów, w tym następcę gubernatora prowincji Ivera von Ahnena.
W czasie jego posługi Trondheim doświadczyło wielu trudności, w tym wielkiego pożaru w 1708 roku oraz oblężenia przez wojska szwedzkie w 1718 roku podczas Wielkiej Wojny Północnej. Brał udział w licznych sporach sądowych – co najmniej w 17 sprawach, w których był stroną, a sześć trafiło do Sądu Najwyższego Norwegii.
Prowadził intensywną działalność duszpasterską i wizytacyjną, zwłaszcza w północnej Norwegii i Laponii. Krytykował misję wśród Saamów prowadzoną przez Thomasa von Westena, co doprowadziło do konfliktu i osłabienia jego pozycji na dworze. W 1726 roku na polecenie króla skonfiskowano jego dochody, a on sam został zatrzymany w Kopenhadze. W 1729 roku odzyskał łaski dworu i wrócił do Trondheim.
W życiu prywatnym doświadczał wielu strat – jego dom spłonął w 1699 roku, a Bakke gård, którą odbudował, został spalony podczas oblężenia Trondheim w 1718 roku. Zmarł na udar w maju 1731 roku i został pochowany w katedrze w Trondheim.